# Кара-Балта
Кара́-Балта́ (кирг. Кара-Балта — «чёрный топор») — город в Кыргызстане, административный центр Жайылского района Чуйской области. До 1992 года был городом республиканского подчинения. С июля 2024 года получил статус города областного значения.

## История
Уже в V—VIII веках в Чуйской долине возникли земледельческие поселения. После нашествия Чингизхана здесь с XIV до XIX века жили племена кочевников и скотоводов. После подчинения края Кокандскому ханству в начале XIX века в Чуйской долине возводится укрепление.
В 40-е и 50-е годы XX века началось быстрое развитие промышленности будущего города. Наличие огромного промышленного потенциала требовало для посёлка Кара-Балта статуса города. Тогда посёлок являлся административным центром Калининского района (ныне Жайылского района Чуйской области).
Статус города Кара-Балта по указу Верховного Совета Киргизской ССР от 9 сентября 1975 года. С инициативой о повышении статуса посёлка выступил в 1974 году первый секретарь Калининского райкома партии Чуйской области Хасан Камалович Камалов и председатель исполкома райсовета Мухамед Тургунович Ибрагимов с письмом к республиканским властям. Первый секретарь ЦК Коммунистической партии Киргизской ССР Турдакун Усубалиев поддержал обращение и Кара-Балта получил статус города.

## География
Расположен у северного склона Кыргызского хребта в западной части Чуйской области, в 62 км от города Бишкек, находится в умеренном широтном поясе. Рельеф местности — спокойный, с незначительным понижением высотных отметок по направлению с юга на север. Город окаймляет река Кара-Балта.

## Население
| 1939 | 1959    | 1970    | 1979    | 1989    | 1999    | 2001    | 2009    |
| ---- | ------- | ------- | ------- | ------- | ------- | ------- | ------- |
| 6651 | ↗10 678 | ↗10 844 | ↗47 274 | ↗53 887 | ↘47 159 | ↘43 531 | ↘37 834 |

В 2009 году в городе проживало 37 800 человек. На 1 января 2022 года численность населения составляла 48 744 человек.

## Экономика
Кара-Балта — город областного подчинения, имеющий собственные общественные учреждения и объединения, хозяйствующие субъекты, административные структуры министерств и ведомств, являющийся одним из важнейших транспортных узлов Чуйской области. В период существования СССР верхняя южная часть города была закрытым «почтовым ящиком» с несколькими засекреченными производствами, включая основное предприятие города — Кара-Балтинский горнорудный комбинат (КГРК) — крупнейшее в Центральной Азии предприятие по переработке ураносодержащей руды. Эти производства расположены в специальной зоне с высококачественной промышленной инфраструктурой, жилым фондом и объектами социальной сферы в южной части города. Несмотря на то, что многие из этих предприятий в настоящее время закрыты, сократили объёмы производства или перепрофилировались на выпуск другой продукции для продолжения работы, до настоящего времени г. Кара-Балта обеспечивает 70 % промышленного выпуска Чуйской области. На территории города функционируют 32 акционерных общества, 93 ОсОО, 12 предприятий, предоставляющих услуги населению, 22 предприятия малого и среднего бизнеса по переработке сельхозпродукции, 39 кафе и столовых. Крупнейшим предприятием города является нефтеперерабатывающий завод китайской "China Petrol Company «Zhongda». Предприятие закрыто с 2019 года из-за коронавируса и судебных разбирательств.

## Образование
В городе имеется Пищевой техникум, филиал Кыргызского государственного технического университета, профессиональный лицей, а также медицинское училище, 13 общеобразовательных и несколько частных школ с обучением на киргизском и русском языках, имеется также сеть детских дошкольных учреждений.

## Транспорт
Станция Киргизской железной дороги
Через город проходят магистральные автотрассы Бишкек — Ташкент и Бишкек — Ош.
Внутри города функционирует семь маршрутов общественного транспорта — NN 2, 3, 5, 6, 7, 8, 9, представленных автобусами малой вместимости.. Маршрутные автобусы работают до 18:00, предоставляя скидки пенсионерам и школьникам. Также очень популярны многочисленные частные перевозчики на легковых автомобилях, выполняющие роль маршрутного такси. 
Стоимость проезда составляет 20 сом. Для школьников и пенсионеров-15 сом.